# Hisham I
Hisham I var den umayyadiske emiren som regerade Córdoba 788–796. Han efterträdde den spanska dynastins grundare Abd ar-Rahman I och följdes av al-Hakam I.